# Bacqueville
Bacqueville ist eine französische Gemeinde mit 620 Einwohnern (Stand: 1. Januar 2022) im Département Eure in der Region Normandie. Sie gehört zum Arrondissement Les Andelys und zum Kanton Romilly-sur-Andelle.

## Geografie
Bacqueville liegt etwa 28 Kilometer südöstlich von Rouen. Umgeben wird Bacqueville von den Nachbargemeinden Val d’Orger im Norden und Nordosten, Écouis im Osten und Südosten, Houville-en-Vexin im Süden, Amfreville-les-Champs im Südwesten und Westen sowie Radepont im Westen und Nordwesten.

## Bevölkerungsentwicklung
| Jahr                       | 1962 | 1968 | 1975 | 1982 | 1990 | 1999 | 2006 | 2019 |
| Einwohner                  | 232  | 234  | 248  | 283  | 385  | 404  | 498  | 632  |
| Quellen: Cassini und INSEE |      |      |      |      |      |      |      |      |

## Sehenswürdigkeiten
- Kirche Notre-Dame aus dem 16. Jahrhundert mit Anbauten aus dem 18. Jahrhundert, Glockenturm von 1637

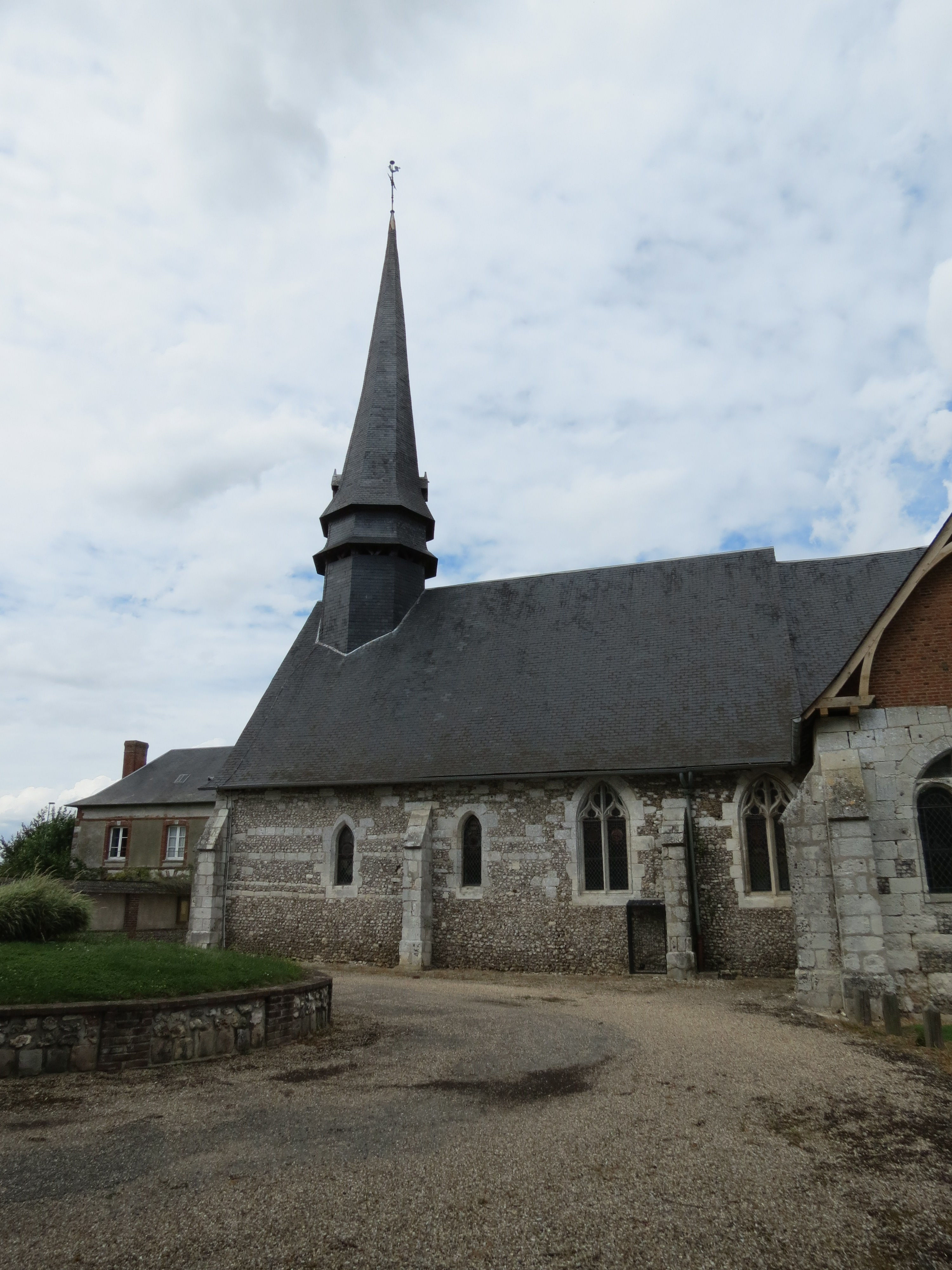
Kirche Notre-Dame

## Meteorit
Im Jahr 1999 wurde auf einem Acker bei Bacqueville ein 395 Gramm schwerer Meteorit gefunden. Laut wissenschaftlicher Analyse gehört er zur Gruppe H6 der Chondriten.